# Polisråd
Polisråd är en tjänstetitel vid polisen i Finland som bärs av cheferna vid centralkriminalpolisen, skyddspolisen och rörliga polisen. Länspolisråd är en avskaffad tjänstegrad inom den finländska polisen. Den som 1997 innehade tjänst som länspolisråd får använda denna titel så länge vederbörande innehar tjänst som länspolisdirektör eller som polisöverinspektör vid länsstyrelse eller länspolisöverinspektör samt efter att han eller hon avgått med pension från dessa tjänster.